# Amöne Otto
Johanna Christiana Amöna Otto, genannt Amöne, geb. Herold, Pseudonym Amalie von Obyrn oder A. D., (* 22. August 1774 in Hof; † 9. Februar 1837 in Bayreuth) war eine deutsche Schriftstellerin.

## Leben
Amöne Herold wurde als Tochter des Kaufmanns und Kattunfabrikanten Johann Georg Herold in 1774 Hof geboren.
Sie gehörte zu einem gesellschaftlichen Netzwerk, welches sich ca. 1790 aus den Familien Otto, Herold, Wirth, Köhler und Richter herausbildete. Mit ca. 16 Jahren lernte sie Jean Paul kennen. Jean Paul war nicht nur als Hauslehrer bei den Herolds eingestellt und wurde schnell ein guter Freund von Amöne. Er pflegte auch eine Beziehung zu Renate Wirth und Helene Köhler. Diese drei Töchter nannte Jean Paul seine erotische Akademie.
Ihm wird immer wieder die erstaunliche geistige Ausbildung von Amöne zugutegehalten. Jean Paul trat in Briefkontakt mit ihr ein und gestand ihr seine Liebe. Amöne erwiderte die Liebesbekundungen aber nicht, sondern wendete sich 1792/1793 Georg Christian Otto zu, welchen sie auch schon seit ihrer Geburt kannte. Trotz der Zurückweisung Pauls blieb ein lebenslanges Vertrauensverhältnis, welches sich auch darin zeigte, dass Paul seine Tochter Amöne Odilie Minna (1804–1865) nannte.
Durch die Hochzeit mit Christian Otto 1800 stand Amöne fortan zwischen beiden Männern. Sie begann ihre Werke zu veröffentlichen. Hierfür stand sie mit unterschiedlichen Verlegern der damaligen Zeit in Briefwechsel, u. a. mit Gerhard Anton von Halem. Der Krieg unterbrach ihre Schaffensphase.
Für die Veröffentlichung des Briefwechsels zwischen ihrem Mann und Jean Paul führte sie erhebliche Korrekturen der Texte durch. Sie strich dabei private und nach ihrer Meinung nicht passende Sachverhalte, schrieb sich selbst eine positivere Bedeutung bei und hob ihren Mann als Diskussionspartner für Jean Paul hervor. Die hauptsächliche redaktionelle Arbeit der Veröffentlichung wird ihr zugeschrieben.
Zeitlebens wollte sie anonym bleiben, sodass sie die meisten Werke unter einem Pseudonym veröffentlichte.

## Werke (Auswahl)
- Uebersetzung des Ossian, Pözile, 1801
- Tagebuch einer weiblichen Liebe, Flora, 1802
- Das gestickte Band, Irene, 1803
- Eda, eine Erzählung, Irene, 1803
- Die beiden Locken, ein idyllisches Gemälde, Taschenbuch der Liebe und Freundschaft, 1809[5]
- Antonius, Stein, 1810
- gemeinsam mit Ernst Förster: Jean Pauls Briefwechsel mit seinem Freunde Christian Otto, 4 Bände, Reimer, Berlin, 1829–1833

## Trivia
Mit Charlotte von Kalb führte Amöne Otto einen Briefwechsel.